# Joseph ibn Naḥmias
Joseph ibn Naḥmias (également Joseph ibn Joseph ibn Naḥmias) est un érudit juif du milieu du XIVe siècle actif à Tolède, étudiant d'Asher ben Yehiel.
Joseph ibn Naḥmias a écrit un traité d'astronomie théorique en arabe, Nūr al-ʿĀlam (La Lumière du monde), composé entre 1330 et 1350, qui est conservé dans une traduction en hébreu anonyme du XIVe siècle, copiée dans deux manuscrits (l'un à la Bibliothèque vaticane à Rome, Ms. 392, l'autre à la Bodleian Library d'Oxford, MS Canon Misc. 334),.
Il est également l'auteur de commentaires sur le Pentateuque, sur le Pirkei Avot et sur les Proverbes.